# 이유청 (배우)
이유청(1986년 ~ )은 대한민국의 뮤지컬 배우, 발레 무용수이다.

## 소개
중학교 학생시절부터 무용을 배우기 시작했다. 2011년 중앙대학교 무용과를 졸업했다. 2005년 국립발레단 객원으로 잠자는 숲속의 미녀 공연에, 2005, 2007년에 오페라 '가면무도회', '사랑의 묘약'에, 2009년부터 뮤지컬 무대에 올랐다.

## 작품

### 공연/뮤지컬
- 잠자는 숲속의 미녀 국립발레단 객원 (2005)
- 오페라 가면무도회 (2005)
- 오페라 사랑의 묘약 (2007)
- Chicago Dance Festival (2008~2009)
- 뮤지컬 노트르담 드 파리 (2009.8~9)
- New York Mid-point project (2011)
- New York Broadway Dance Show (2011)
- 뮤지컬 엘리자벳 (2012.2~5)
- 뮤지컬 영웅 (2012.10~11)
- 뮤지컬 요셉 어메이징 (2013.2~4)
- 뮤지컬 노트르담 드 파리[1] (2013.9~11)
- 뮤지컬 프랑켄슈타인(2014.03.11~ 05.18)
- 뮤지컬 라카지(2014.12.09 ~ 2015.03.08)

### 기타 활동

#### 방송 출연
- 2011 1월 17일 tvN 러브 스위치 출연
- 2013 5월 3일 KBS 뮤직뱅크, 윤하 - 우리가 헤어진 진짜 이유
- 2013 5월 9일 Mnet 엠카운트다운, 윤하 - 우리가 헤어진 진짜 이유
- 2013 5월 11일 MBC 음악중심, 윤하 - 우리가 헤어진 진짜 이유
- 2015 tvN 코미디빅리그 - 더티댄싱 출연
- 2015 아시아모델어워즈
- 2015 백상예술대상 스팟영상

#### 영화 출연
- 2023 1월 12일 별 볼일 없는 인생 - 정우 역

#### 뮤직비디오 출연
- 2013 윤하 - 우리가 헤어진 진짜 이유